# گرگیلیشکی
گرگیلیشکی (به لهستانی:  Grygieliszki) یک روستا در لهستان است که در گمینا گووداپ واقع شده‌است. گرگیلیشکی ۳۰ نفر جمعیت دارد.